# Graineter Wald
Der Graineter Wald ist ein gemeindefreies Gebiet im niederbayerischen Landkreis Freyung-Grafenau in Bayern.

## Geographie
Der 6,59 km² große Staatsforst liegt zwischen Leopoldsreuter Wald, Frauenberger und Duschlberger Wald und Grainet.
Er ist Bestandteil des Naturparks Bayerischer Wald und des Landschaftsschutzgebietes LSG Bayerischer Wald. Im Gebiet befinden sich zwei Enklaven, die zum namensgebenden Gebiet Grainet gehören.